# Enrique Gómez Carrillo
Enrique Gómez Carrillo (27 de fevereiro de 1873, na Cidade da Guatemala - 29 de novembro de 1927, em Paris) foi um crítico literário, escritor, jornalista e diplomata guatemalteco, e segundo marido da escritora e artista salvadorenho-francesa Consuelo Suncin de Sandoval-Cardenas, mais tarde condessa de Saint Exupéry, que por sua vez era a sua terceira mulher; uma vez que ele já havia sido casado com a intelectual Aurora Cáceres e a atriz espanhola Raquel Meller.
Gómez Carrillo também ficou famoso pelas suas viagens, crónicas, estilo de vida boémio, e pelos seus notórios e numerosos casos de amor. A certa altura, chegou a ser falsamente acusado de ter sido ele quem traiu Mata Hari e entregou a famosa espiã alemã aos franceses, durante a Primeira Guerra Mundial.